# Neomochtherus olympiae
Neomochtherus olympiae là một loài ruồi trong họ Asilidae. Neomochtherus olympiae được Martin miêu tả năm 1975. Loài này phân bố ở vùng Tân Bắc giới.